# Bączek (województwo pomorskie)
Bączek – wieś kociewska w Polsce położona w województwie pomorskim, w powiecie starogardzkim, w gminie Skarszewy. Wieś jest siedzibą sołectwa w którego skład wchodzi również osada Zapowiednik.
W latach 1975–1998 miejscowość administracyjnie należała do województwa gdańskiego.

## Zabytki
Według rejestru zabytków NID na listę zabytków wpisane są:
- cmentarz żydowski, poł. XIX, nr rej.: A-1289 z 16.10.1989
- zespół dworski, XIX/XX, nr rej.: A-1542 z 30.05.1995:
  - dwór
  - magazyn zbożowy
  - stajnia
  - kościół, ob. magazyn
  - park.